# Louisa Gurney
Pour les articles homonymes, voir Gurney.
Louisa Mary Gurney, née à Londres le 11 juin 1873 et morte à Oxford le 17 février 1966 est une enseignante et directrice d'école britannique. Elle dirige l'école anglicane de filles de Newcastle de 1902 à 1936.

## Biographie
Louisa Mary Gurney naît au 16, Princes Street à Rotherhithe, dans le sud de Londres. Elle est la fille du pasteur Henry Palin Gurney (en), minéralogiste qui devient principal du Durham College of Science — devenu ensuite le Armstrong College, situé à Newcastle —, et de son épouse, Louisa née Selby Hele. Sa famille vit à Londres et elle est éduquée de façon privée, puis elle est élève de la Notting Hill High School. Elle s'inscrit au Girton College de Cambridge, en 1892 et obtient une mention bien à la première partie des tripos de mathématiques, en 1895. Elle poursuit ses études à l'université de Durham où elle obtient un diplôme de mathématiques (BSc) en 1898 et un certificat d'enseignement dans le secondaire en 1899. Alors que Cambridge ne délivre pas de diplômes à ses étudiantes, comme d'autres steamboat ladies, Louisa Gurney obtient un master ad eundem décerné par le Trinity College de Dublin, en 1905.

## Activités éducatives
Elle est tutrice au Durham College of Science à Newcastle, puis professeure assistante de mathématiques à la North London Collegiate School, de 1896 à 1902.
En 1902, Louisa Gurney est nommée directrice de l'école anglicane secondaire de filles de Newcastle upon Tyne. Durant son mandat, elle développe l'accueil de pensionnaires, fait nommer un médecin scolaire, fait distribuer une brochure intitulée The Health of Adolescent Girls, rédigée par l'association londonienne des femmes médecins, qui comprend notamment trois pages sur les menstruations. Elle enseigne les mathématiques, met en place une organisation institutionnelle par maisons et nomme des préfets d'étude. L'école crée une association d'éclaireuses en 1917, et dès 1925, les élèves font des voyages scolaires, le premier ayant lieu à Paris.

## Engagement associatif et fin de vie
Elle est active dans diverses associations : elle est la première femme membre du conseil universitaire du Armstrong College, fait partie de la St John Ambulance Brigade et dirige une association de volontaires durant la Première Guerre mondiale. Elle prend sa retraite en 1936, et prend la présidence du Women Institute de Bristol, où elle s'est installée. Elle s'installe ensuite à Oxford, où elle meurt des suites d'un infarctus, le 17 février 1966. Un service d'action de grâce se déroule en mai 1966 à la cathédrale anglicane St Nicholas de Newcastle.